# Kajsa Bergqvist
Kajsa Bergqvist (Sollentuna, Suècia el 12 d'octubre de 1976) és una antiga atleta sueca, campiona del món de salt d'alçada a Hèlsinki 2005.
Plusmarquista mundial indoor amb 2,08 m fets l'any 2006. La seva millor marca a l'aire lliure és de 2,06 m, rècord del seu país. Als Jocs Olímpics de Sydney 2000 va aconseguir la medalla de bronze al salt d'alçada. A principis de l'any 2008 va anunciar la seva retirada de la competició atlètica, afectada per les lesions i la falta de motivació per continuar competint.